# Haplostichanthus heteropetala
Haplostichanthus heteropetala là loài thực vật có hoa thuộc họ Na. Loài này được (Merr.) Heusden mô tả khoa học đầu tiên năm 1994.